# Wander-Fadenschnecke
Die Wander-Fadenschnecke (Cratena peregrina) ist eine Meeresschnecke der Gattung Cratena aus der Ordnung der Hinterkiemerschnecken (Opistobranchia).

## Beschreibung
Die auffälligsten Merkmale von Cratena peregrina sind der schlanke, milchig-weiße Körper und die blauvioletten Fortsätze auf dem Rücken. Aufgrund dieses charakteristischen Farbmusters, kann Cratena peregrina nicht mit anderen Fadenschnecken verwechselt werden.

## Körperbau und Färbung
Cratena peregrina besitzt einen schlanken und langgestreckten Körper. Die Grundfärbung ist milchig-weiß, welche jedoch durch die durchscheinende Mitteldarmdrüse und Gonade einen orangen Schimmer erhält. Lebend gestreckt ist sie knapp 50 mm lang und maximal 3 mm breit und hoch. Die Höhe und Breite von 3 mm wird allerdings nur in der Region des Herzbeutels (Perikard) erreicht. Das Perikard liegt 5 mm am Vorderpol des Tieres, zwischen dem ersten und zweiten Körperfünftel. Vom Perikard ausgehend wird der Körper Richtung Hinterteil zunehmend schmaler und endet in einem spitz zulaufenden Schwanz ohne Vorsätze, der etwa ein Drittel der Körperlänge einnimmt.

### Rhinophoren
Die Rhinophoren sind Sinnesorgane mit olfaktorischer Wahrnehmung. Sie sind glatt, 5 mm lang und befinden sich am Vorderpol. Diese Sinnesorgane berühren sich an der Basis und sind gleichmäßig zugespitzt. Sowohl an der Basis als auch an der äußersten Spitze, erscheinen die Rhinophoren durchsichtig. Im Gegensatz dazu leuchtet das mittlere Drittel orange und der apikale Abschnitt kadiumorange. Die Labialtentakel oder Mundtentakel, besitzen einen drehrunden Querschnitt und laufen spitz zu. Sie sind im Vergleich zu den Rhinophoren doppelt so lang und an ihrer Basis doppelt so dick. Des Weiteren sind im Gegensatz zu den Rhinophoren, die Labialtentakel mit Ausnahme des basalen Körperteils, der durchsichtig ist, fast durchgängig milchig-weiß. Zwischen der Basis der Labialtentakel und der Rhinophoren befindet sich jeweils ein länglicher oranger Fleck.

### Cerata
Entlang des Rückens inserieren beiderseits in neun Gruppen schlauchförmige und zugespitzte Kolben, Cerata genannt werden. Die Gruppen stehen einander direkt gegenüber. Während die Kolben der ersten Gruppe leicht hufeisenförmig angeordnet sind, stehen die Kolben der übrigen Gruppen in Reihen und verlaufen von einer Körperseite zur anderen. Wenn das Tier in Bewegung ist, sind die Kolben etwas aufgerichtet und vom Körper leicht abgespreizt. Mit 6 mm Länge stehen die längsten Kolben dorsal in den ersten beiden Gruppen und sind somit etwas länger als die Rhinophoren. Der Abstand zwischen den Kolben wird zwischen den Gruppen fortlaufend, claudal geringer und die Kolben kürzer. So beträgt der Abstand zwischen der ersten und zweiten Gruppe 3,5 mm und der zwischen der zweiten und dritten Gruppe ca. 2,5 mm. Die Kolben enthalten je einen Mitteldarmdrüsenfortsatz, der in einem Nesselsack (oder Cnidosack) endet. Die Mitteldarmdrüse verleiht den Kolben basal einen orangen, manchmal roten und apikal einen purpurvioletten Farbton. Das Epithel über dem purpurvioletten Abschnitt ist meist bläulich irisierend, während das Epithel über der orangen Region durchsichtig ist. Bei den kleinsten seitlichen Kolben ist der apikale und violett erscheinende Teil am größten, während er bei den langen inneren Kolben proportional am geringsten ist.

### Genitalien
Die Genitalöffnung liegt hinter und unter der ersten Kolbengruppe, während sich der After hinter der zweiten Gruppe, in der Höhe des dritten Kolbens befindet. Der Penis ist relativ klein und der basale Drüsenabschnitt sowie der schützende Mantel fehlen.

### Kiefer
Der Kiefer ist längsoval geformt und misst bei einem 11 mm großen Exemplar 0,9 × 0,5 mm. Die breiteste Stelle findet sich in der Nähe des Wirbels, auf der Dorsalseite ist er deutlich ein-gebuchtet. Der Kaufortsatz besitzt eine einfach gekerbte Schneide. Die Radulaformel des genannten Exemplars beträgt 20 × 0.1.0. Die Zähne sind hufeisenförmig, maximal 0,12 mm lang und etwas weniger breit.

### Bau des Cnidosacks
Der sich in die Cerata ziehende Mitteldarmdrüsenfortsatz endet blind im Cnidosack. Dessen Epithel ist einschichtig wie das der Mitteldarmdrüse. Während die verdauenden Abschnitte der Mitteldarmdrüse meist vier Zelltypen besitzen, enthält der Cnidosack nur zwei verschiedene, die Nematophagen und interstitielle Zellen. Die Übergangsregion von Mitteldarmdrüse zu Cnidosack besteht aus undifferenzierten Zellen, welche wahrscheinlich als Reservoir für die Nesselsackzellen dienen. Von dieser Region ausgehend werden sowohl Nesselsackzellen als auch Mitteldarmdrüsenzellen abgegeben. An diese Region schließt sich distal die Differenzierungszone an, in der die Cnidosackzellen auch Nematophagen oder Cnidophagen genannt, zu ihrer normalen Größe und Gestalt heranwachsen. Durch die nachrückenden Zellen werden die Cnidophagen immer weiter Richtung Spitze geschoben. Die Nesselkapseln werden von den Cnidophagen der Differenzierungszone phagozytiert, nachdem sie die Übergangsstelle von Mitteldarmdrüse und Cnidosack passiert haben. Die Anzahl der Nesselkapseln pro Cnidophage kann stark variieren und hängt neben der Größe, auch von der Gestalt der Nesselkapsel ab. Des Weiteren ist auch die Anordnung der Nesselkapseln innerhalb der Cnidophagen charakteristisch für jede Art und hängt zugleich von der Nesselkapselform ab.

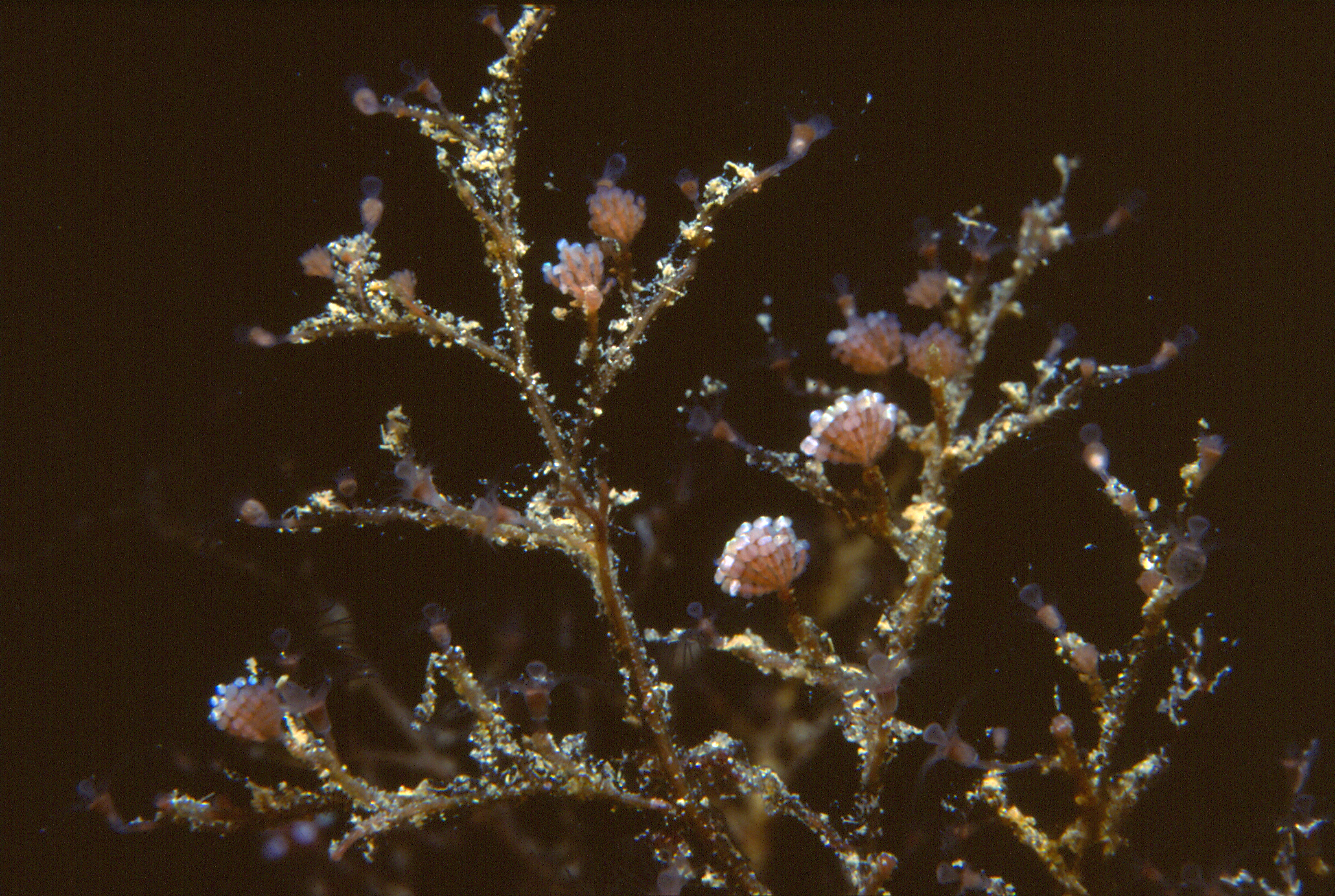
Eudendrium ramosum

Bei Eudendrium racemosum fressenden Arten, wie Cratena peregrina, die zwei Nesselkapseltypen speichert, liegen die Haplonemen aufgrund ihrer geringen Größe von 2 × 5–8 µm nicht genau in einer bestimmten Richtung. Dennoch weisen die Entladungspole meistens in Richtung des Nesselsacklumen. Die Eurytelen sind mit 9 × 18 µm deutlich größer als die Haplonemen aber zeigen ebenso wie diese, in Richtung Lumen. Von diesen großen Nesselkapseln finden sich in der Regel nicht mehr als zwei im Cnidosack. Neben den Cnidophagen enthält der Cnidosack noch einen zweiten Zelltyp, die interstitiellen Zellen. Diese treten im unteren Abschnitt des Cnidosacks vereinzelt zwischen den Cnidophagen auf. Sie bilden im oberen Cnidosackdrittel, unterhalb der Differenzierungszone, eine geschlossene Epitheldecke. Möglicherweise sind interstitielle Zellen lediglich Cnidophagen, die keine Nesselkapseln aufgenommen haben und somit relativ undifferenziert geblieben sind. Ihre Aufgabe, so scheint es, ist der schnelle Verschluss, nachdem es durch den Ausstoß der Nesselkapseln zur Öffnung des Cnidosacks gekommen ist.

#### Ausstoß der Nesselkapsel
Die Nesselkapseln werden nur bei einem Störfall ausgestoßen. Wichtig ist hervorzuheben, dass Cratena peregrina keine distale, permanente Nesselsacköffnung besitzt. Die Nesselsackmuskulatur besteht aus schräg verlaufenden Muskelfasern und ist je nach Art unterschiedlich stark entwickelt. Der Nesselsack besitzt keine durchgehende Muskelhülle und die Spitze des Cnidosacks ist frei von Muskelfasern. Zusammen mit der Kolbenmuskulatur bildet die Cnidosackmuskulatur eine funktionelle Einheit. Bei einer Kontraktion der Muskeln und der damit entstehenden Druckänderung innerhalb des Cnidosacks, kommt es zur Ausstoßung der Nesselkapseln. Das obere Nesselsackdrittel von Cratena peregrina ist röhrenförmig ausgezogen und wird bei beginnender Muskelkontraktion mit Cnidophagen aus tieferen Regionen des Nesselsacks gefüllt, welche durch die starke Kontraktion ebenfalls ausgestoßen werden. Kurz vor der Ausstoßung wird die Basallamina der Mitteldarmdrüse in der Perforationszone aufgelöst und die interstitiellen Zellen weichen auseinander. Einige Muskelfasern ziehen die Epidermiszellen an ihrer Basis auseinander, bis diese reißen. Der entstandene Riss vergrößert sich durch die herausgepressten Cnidophagen. Infolgedessen werden die Nesselkapseln mitsamt den sie umgebenden Zellen ausgestoßen. Falls die Verbindung zwischen den Cnidophagen nicht abreißt, wird ein ganzer Epithelstrang mit interstitiellen Zellen herausgeschleudert. Im Meerwasser platzen die Cnidophagen und die Nesselkapseln explodieren. Nach dem Ausstoß der Cnidophagen wandern die zur Seite gedrängten Epidermiszellen in ihre ursprüngliche Lage zurück. Die undifferenzierten, interstitiellen Zellen schließen die Öffnung in der Mitteldarmdrüse und bilden einen durchgehenden Abschluss des entodermalen Gewebes.

#### Aufnahme der Nesselkapseln
Die Aufnahme der Nesselkapseln erfolgt wie bereits erwähnt, durch die Nahrung. Lange Zeit wurde angenommen, dass diese die Aeolidioidea nicht schädigen. Diese Annahme gilt nur für den eigenen Futterpolypen, soweit es eine Unempfindlichkeit für das Nesselgift gibt. Als Beispiel hierfür gilt die Aktinie Aiptasia. Während Aiptasia problemlos von der Schnecke Spurilla gefressen werden kann, ernährt sich Aiptasia hingegen von Cratena peregrina. Bei einem Kontakt zwischen Aiptasia und Cratena peregrina kann es bei dieser jedoch auch zu lang anhaltenden Lähmungserscheinungen kommen. Um einem starken Nesselbeschuss der eigenen Futterpolypen zu entgehen, nähert sich die Aeolidioidea vorsichtig und greift die Polypen artspezifisch an. Häufig werden die Polypenköpfchen abgebissen oder die Stolone angebissen und ausgesaugt. Um den Kontakt der Nesselkapseln mit dem Meerwasser zu verhindern, wird der Bukkalkegel der Schnecke, eine Art Rüssel, entweder über oder fest gegen das Hydroidenorgan gepresst. Nach der Aufnahme gelangen die Nesselkapseln in die Mitteldarmdrüse und werden verdaut oder von Cnidophagen phagozytiert und zum Teil gespeichert, die restlichen werden ausgeschieden. Eudendrium racemosum fressende Arten, wie Cratena peregrina, speichern hingegen alle vorhandenen Nesselkapseln.

## Ernährung
Cratena peregrina ernährt sich von Hydroidenpolypen der Art Eudendrium racemosum. Dabei werden bevorzugt Polypen gefressen, die mit ihren Fangarmen gerade erst selbst Nahrung aus dem Plankton gefischt haben. Die Hauptnahrungsquelle für die Schnecken stellen also nicht die Hydropolypen, sondern das Plankton dar, das sie nicht selbst aus dem umgebenden Wasser erbeuten können. Man spricht in diesem Zusammenhang von Kleptoprädatoren, die die Beutetiere mitsamt ihrer eben erst gefangenen Nahrung fressen, im Gegensatz zu den Kleptoparasiten, die anderen Beutegreifern die Nahrung abjagen oder stehlen.
Mit welchen Sinnesorganen Cratena peregrina die geeigneten Polypen selektiert, ist nicht bekannt.

## Entwicklung
Obwohl Cratena peregrina Zwitter sind, können sie sich nicht selbst befruchten. Die Eiablage erfolgt ganzjährig. Die lachsfarbenen Laichschnüre werden um die Stämme der Hydroidenkolonien gewunden, die sie abweiden. An den Laichschnüren haften 2–6 Eier mit einem Durchmesser von 0,06 bis 0,07 mm. Nach 7 bis 8 Tagen und einer Wassertemperatur von 16 °C schlüpfen die freischwimmenden Veligerlarven. Die Dauer des Larvenstadiums ist abhängig von der Wassertemperatur, Nahrungsangebot und dem Salzgehalt und ist noch weitgehend unerforscht. Durch Metamorphose entsteht aus den Veligerlarven das adulte Tier.

## Lebensraum und Verbreitung
Bei Cratena peregrina handelt es sich um eine endemische, im Mittelmeer vorkommende Art, welche vorwiegend in der spanischen bis hin zur türkischen Küste verbreitet ist. Außerhalb des Mittelmeeres trifft man sie ebenso gelegentlich an der portugiesischen Küste, der andalusischen Atlantikküste, der Straße von Gibraltar und den kanarischen Inseln an. In einer kürzlich erschienenen Arbeit wurde angenommen, dass Cratena peregrina auch an der brasilianischen Küste vorkomme. Die brasilianische und die im Mittelmeer anzutreffenden Spezies wurden unter verschiedenen Aspekten sowie molekulargenetisch miteinander untersucht und verglichen. Man kam schließlich zu dem Ergebnis, dass es sich bei der brasilianischen Spezies nicht um eine intraspezifische Variation handelt, sondern vielmehr um eine neue Spezies, nämlich der Cratena minor n. sp. Der Lebensraum von Cratena peregrina erstreckt sich vom Flachwasser bis in größere Tiefen, wo man sie häufig auf Hydroidenkolonien antreffen kann.